# Miss Europe 1995

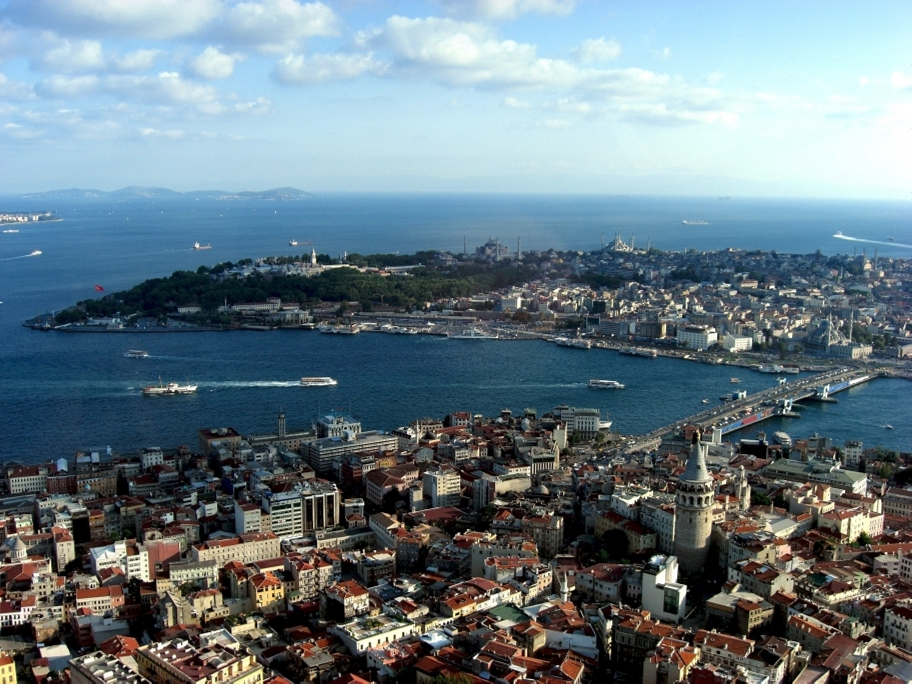
Blick auf Istanbul, Ort der Veranstaltung. Hier ein Bild von 2010.

Der Wettbewerb um die Miss Europe 1995 war der neununddreißigste seit 1948, den die Mondial Events Organisation (MEO) durchführte. Sie war von den Franzosen Roger Zeiler und Claude Berr ins Leben gerufen worden, hatte ihren Sitz in Paris und arrangierte den Wettbewerb bis 2002.
Die Kandidatinnen waren in ihren Herkunftsländern von nationalen Organisationskomitees ausgewählt worden, die mit der MEO Lizenzverträge abgeschlossen hatten. Dabei muss es sich nicht in jedem Fall um die Erstplatzierte in ihrem nationalen Wettbewerb gehandelt haben.

## Miss Europe 1995
Die Veranstaltung fand am 23. Oktober 1995 in der türkischen Metropole Istanbul statt, wie in den beiden Jahren zuvor. Es gab 36 Bewerberinnen.
| Land                    | Schreibweise bei Pageantopolis | Schreibweise in der Heimatsprache          | Teilnahme an weiteren Wettbewerben                                |
| ----------------------- | ------------------------------ | ------------------------------------------ | ----------------------------------------------------------------- |
| Platzierungen           |                                |                                            |                                                                   |
| 1. Tschechien           | Monika Zidkova                 | Monika Žídková                             |                                                                   |
| 2. Norwegen             | Ingeborg Dossland              |                                            |                                                                   |
| 3. Schweden             | Sofie Tocklin                  |                                            |                                                                   |
| 4. Albanien             | Monika Zguro                   | Monika Zguro                               |                                                                   |
| 5. Russland A           | Ilmira Shamsutdinova           | Ильмира Шамсутдинова                       | Miss International 1993: Platz 3, Miss Universe 1996: Top 6       |
| Top 12                  |                                |                                            |                                                                   |
| Deutschland             | Ilka Endres                    | Ilka Endres                                | Miss International 1990, Miss Baltic Sea 1991, Miss Universe 1995 |
| England                 | Angie Bowness                  |                                            |                                                                   |
| Griechenland            | Johanna Mavredaki              | Ιωάννα Μαυριδάκη                           |                                                                   |
| Island                  | Hrafnhildur Hafsteinsdóttir    | Hrafnhildur Hafsteinsdóttir                | Miss Universe 1996                                                |
| Israel                  | Yana Kalman                    | יאנה קלמן                                  | Miss Universe 1995                                                |
| Schweiz                 | Veronique Kreen                | Veronique Kreen                            |                                                                   |
| Türkei                  | Beste Acar                     | Beste Açar                                 |                                                                   |
| Weitere Teilnehmerinnen |                                |                                            |                                                                   |
| Belarus                 | Natalia Makei                  | Натальля Макей                             |                                                                   |
| Belgien                 | Vanessa Minique                | Vanessa Minique                            |                                                                   |
| Bulgarien               | Guergana Karadjova             | Гергана Караджова                          |                                                                   |
| Dänemark                | Mille Sandgren                 |                                            |                                                                   |
| Estland                 | Kadri Kont-Kontson             | Kadri Kont-Kontson                         |                                                                   |
| Finnland                | Miia Puoskari                  | Miia Puoskari                              |                                                                   |
| Frankreich              | Sophie Bourger                 |                                            |                                                                   |
| Holland                 | Kaysa de Haan                  | Kaysa de Haan                              |                                                                   |
| Irland                  | Anna Maria McCarthy            | Anna Maria McCarthy                        | Miss World 1994, Miss Universe 1995                               |
| Italien                 | Barbara Cioni                  |                                            |                                                                   |
| Lettland                | Ilze Sirina                    | Ilze Širiņa                                |                                                                   |
| Litauen                 | Danguole Leskeviciute          | Danguolė Leskevičiūtė                      |                                                                   |
| Luxemburg               | Paola Roberto                  | Paola Roberto                              | Miss International 1995                                           |
| Malta                   | Janet Gould                    |                                            |                                                                   |
| Österreich              | Cornalia Hatzl                 | Cornelia Hatzl                             |                                                                   |
| Polen                   | Magdalena Pecikiewicz          | Magdalena Pęcikiewicz                      | Miss Universe 1995                                                |
| Portugal                | Adriana Iria                   | Adriana Iria                               | Miss Universe 1995                                                |
| Rumänien                | Irena Aldea                    |                                            |                                                                   |
| Schottland              | Tracy West                     |                                            |                                                                   |
| Slowakei                | Jana Budovicova                | Jana Budovičová                            |                                                                   |
| Spanien                 | Ana Martínez Conde             |                                            |                                                                   |
| Ukraine                 | Vlada Litovchenko              | Влада Литовченко (ukrainisch und russisch) |                                                                   |
| Ungarn                  | Krisztina Dallos               |                                            |                                                                   |
| Wales                   | Liza Warner                    |                                            | Miss World 1996, Miss International 1997                          |